# Journatic
Journatic és un proveïdor de contingut informatiu local de Chicago, Estats Units. Va ser fundada l'any 2006 sota el nom de Blockshooper LLC.
El funcionament de Journatic és similar al d'una cadena de muntatge, els periodistes contractats tant dels Estats Units com de la resta del món proporcionen el millor de si mateixos. Brian Timpone, CEO de Journatic va assegurar que el sistema que utilitzen és la clau per fer un periodisme millor, ja que d'aquesta manera, el periodista no ha d'estar pendent de tot el procés, sinó que només ho estarà en una part. L'any 2012 es van descobrir una dotzena de firmes falses a quatre diaris dels Estats Units en els que Journatic els proporcionava contingut, a conseqüència, dos dels diaris que treballaven amb la companyia van deixar d'utilitzar els seus serveis, ja que el fet d'utilitzar noms ficticis era una violació de l'ètica periodística. Brian Timpone va assumir l'ús d'aquestes firmes falses per un intent de millorar els motors de recerca de continguts.

## Triblocal
L'abril del 2012, el Chicago Tribune va anunciar l'externalització de la producció del contingut local per a la seva plataforma de contingut hiperlocal Triblocal. Cobria les informacions de les comunitats de les zones residencials de Chicago mitjançant l'edició digital i l'edició en paper. El juliol del 2012, Triblocal va suspendre indefinidament l'ús de Journatic com a soci de contingut de les edicions digital i de paper. Entre abril i agost del 2013 Journatic va produir articles curts a l'edició digital de Triblocal, però aquesta es va suspendre durant el mes d'octubre del mateix any i Journatic va deixar de proporcionar contingut per a Triblocal.